# Saskia Egas Reparaz
Saskia Egas Reparaz (Son en Breugel, 28 april 1973) is een Nederlandse topfunctionaris en sinds juni 2021 CEO van de Nederlandse warenhuisketen HEMA.

## Biografie
Egas Reparaz is de dochter van een Spaanse vader die voor Philips in Nederland werkzaam werd en daar zijn latere echtgenote ontmoette. Ze volgde een freshman year aan de universiteit van San Francisco en studeerde vanaf 1993 internationale financiële economie aan de Universiteit van Amsterdam. Ze behaalde in 1998 haar master. Daarnaast heeft ze opleidingen gevolgd aan onder andere Nyenrode en de Harvard-universiteit. 
Haar carrière startte Egas Reparaz binnen het Ahold Delhaize-concern, als trainee bij Albert Heijn. Na verschillende functies in categoriemanagement en operatie werd ze in 2011 verantwoordelijk voor de AH to go-formule. In 2015 trad ze als marketingdirecteur toe tot de directie van Albert Heijn. In 2018 werd ze eindverantwoordelijk voor de drogisterijketen Etos.  
In januari 2021 maakten de eigenaren van HEMA bekend dat Egas Reparaz de nieuwe topvrouw zou worden van de warenhuisketen, na in totaal 22 jaar voor het Ahold Delhaize-concern te hebben gewerkt. Na onenigheid over het concurrentiebeding, met een schorsing van Egas Reparaz tot gevolg, kwamen Ahold en HEMA overheen dat ze per 1 juni 2021 kon starten in haar nieuwe rol. Sinds haar aantreden heeft ze een nieuwe strategie ingevoerd en het tot dan noodlijdende HEMA weer winstgevend gemaakt.
Sinds januari 2020 is Egas Reparaz tevens lid van de raad van toezicht van de Hortus Botanicus in Amsterdam. Ook is ze commissaris bij de ANWB.
Egas Reparaz is getrouwd en heeft drie kinderen.